# Kenilworth (film 1909)
Kenilworth è un cortometraggio muto del 1909. Il nome del regista non viene riportato nei crediti del film. La sceneggiatura di Eugene Mullin si basa sul romanzo omonimo di Sir Walter Scott pubblicato nel 1821.

## Produzione
Il film fu prodotto dalla Vitagraph Company of America.

## Distribuzione
Distribuito dalla Vitagraph Company of America, il film - un cortometraggio in una bobina - uscì nelle sale cinematografiche statunitensi il 13 marzo 1909.